# Филогоније Антиохијски
Филогоније Антиохијски (грч. Φιλογονιος Αντιοχειας) - архиепископ антиохијски у периоду од 314.-324. године.
Православна црква га прославља 20. децембра.
Од раног детињства посветио се изучавању Светог Писма, и био је посвећен Богу. Поред тога он изучавао је и остале науке. 
Био је ожењен и имао је ћерку, бавио се адвокатуром, и био веома цењен због своје правичности. Беседник, веома цењен због своје речитости и моралних квалитета.   
Након смрти супруге посветио се цркви. Убрзо је изабран за  епископа. Наследио је архиепископа Виталија на месту поглавара Антиохијске цркве. У то време цареви Максимијан и Лициније прогонили су хришћане. Филогоније  је у тим условима показао одлучно исповедање вере. Након што је прогон хришћана био престао, у Цркви су се створили немири изазвани јеретичким учењима аријанаца. Блажени Филогоније, као добри пастир, будно је чувао своју паству и својом мудрошћу отклањао од ње разне смутње, одбијајући и разбијајући јеретичке неистине и заблуде. Због тога је свети Јован Златоуст удостојио нарочитих похвала светог Филогонија.
Претрпео је прогон царева Максимијана и Ликинија, затворен је и умро сведочећи хришћанску веру.